# Saint-Sorlin-de-Vienne
Saint-Sorlin-de-Vienne és un municipi francès situat al departament de la Isèra i a la regió d'Alvèrnia-Roine-Alps. L'any 2007 tenia 799 habitants.

## Demografia

### Població
El 2007 la població de fet de Saint-Sorlin-de-Vienne era de 799 persones. Hi havia 288 famílies de les quals 41 eren unipersonals (29 homes vivint sols i 12 dones vivint soles), 103 parelles sense fills, 132 parelles amb fills i 12 famílies monoparentals amb fills.
La població ha evolucionat segons el següent gràfic:
Habitants censats

### Habitatges
El 2007 hi havia 316 habitatges, 290 eren l'habitatge principal de la família, 13 eren segones residències i 12 estaven desocupats. 308 eren cases i 5 eren apartaments. Dels 290 habitatges principals, 267 estaven ocupats pels seus propietaris, 17 estaven llogats i ocupats pels llogaters i 5 estaven cedits a títol gratuït; 3 tenien una cambra, 3 en tenien dues, 18 en tenien tres, 84 en tenien quatre i 181 en tenien cinc o més. 262 habitatges disposaven pel capbaix d'una plaça de pàrquing. A 88 habitatges hi havia un automòbil i a 189 n'hi havia dos o més.

### Piràmide de població
La piràmide de població per edats i sexe el 2009 era:
| Homes | Edats   | Dones |
| ----- | ------- | ----- |
| 0     | 95 o +  | 0     |
| 4     | 90 a 94 | 4     |
| 0     | 85 a 89 | 8     |
| 4     | 80 a 84 | 12    |
| 4     | 75 a 79 | 4     |
| 4     | 70 a 74 | 8     |
| 20    | 65 a 69 | 12    |
| 4     | 60 a 64 | 4     |
| 12    | 55 a 59 | 20    |
| 52    | 50 a 54 | 40    |
| 52    | 45 a 49 | 40    |
| 20    | 40 a 44 | 28    |
| 16    | 35 a 39 | 16    |
| 24    | 30 a 34 | 28    |
| 20    | 25 a 29 | 8     |
| 16    | 20 a 24 | 12    |
| 48    | 15 a 19 | 16    |
| 24    | 10 a 14 | 24    |
| 24    | 5 a 9   | 20    |
| 20    | 0 a 4   | 32    |

## Economia
El 2007 la població en edat de treballar era de 558 persones, 432 eren actives i 126 eren inactives. De les 432 persones actives 403 estaven ocupades (223 homes i 180 dones) i 30 estaven aturades (10 homes i 20 dones). De les 126 persones inactives 48 estaven jubilades, 46 estaven estudiant i 32 estaven classificades com a «altres inactius».

### Ingressos
El 2009 a Saint-Sorlin-de-Vienne hi havia 301 unitats fiscals que integraven 863,5 persones, la mediana anual d'ingressos fiscals per persona era de 19.700 €.

### Activitats econòmiques
Dels 33 establiments que hi havia el 2007, 3 eren d'empreses de fabricació d'altres productes industrials, 10 d'empreses de construcció, 3 d'empreses de comerç i reparació d'automòbils, 2 d'empreses d'hostatgeria i restauració, 1 d'una empresa d'informació i comunicació, 1 d'una empresa financera, 5 d'empreses immobiliàries, 3 d'empreses de serveis, 3 d'entitats de l'administració pública i 2 d'empreses classificades com a «altres activitats de serveis».
Dels 15 establiments de servei als particulars que hi havia el 2009, 2 eren tallers de reparació d'automòbils i de material agrícola, 1 paleta, 1 guixaire pintor, 3 fusteries, 2 lampisteries, 1 electricista, 1 perruqueria, 2 restaurants i 2 agències immobiliàries.
L'any 2000 a Saint-Sorlin-de-Vienne hi havia 16 explotacions agrícoles que ocupaven un total de 456 hectàrees.

## Equipaments sanitaris i escolars
El 2009 hi havia 2 escoles elementals.

## Poblacions més properes
El següent diagrama mostra les poblacions més properes.